# Idealisme
Idealisme i filosofisk forstand er den opfattelse, at virkeligheden egentlig er af åndelig art (objektiv idealisme), eller at virkeligheden kun eksisterer i det enkelte menneskes bevidsthed (subjektiv idealisme).
Idealisme i dagligdags og politisk forstand er den opfattelse, at man bør handle ud fra idealer. Man bør handle ud fra, hvordan forholdene bør være, og ikke ud fra hvordan de faktisk er.

## Idealisme i filosofisk forstand

### Objektiv idealisme
Den objektive idealisme er den opfattelse, at det åndelige er primært i forhold til det materielle. Ja, egentlig er al virkelighed åndelig. Det materielle er afledt af eller skabt af noget åndeligt. Virkeligheden er åndelig i sin egentlige natur. I betegnelsen ”objektiv” ligger, at den åndelige virkelighed faktisk findes ”derude” som en objektiv virkelighed, uafhængigt af det enkelte menneskes bevidsthed.
Et eksempel på objektiv idealisme er Platons idelære. Ifølge denne lære er verden delt op i en ideverden og en fænomenverden. Det enkelte ”fænomen” – for eksempel et menneske eller en hest – er en fremtrædelsesform for en åndelig, evig og uforanderlig ”ide” (menneskets ide eller hestens ide). Disse ideer findes i en usynlig ”ideverden”.
Ideverdenen er den virkelige verden. Fænomenverdenen er en skinverden, en afglans af ideverdenen. Alt i fænomenverdenen er forgængeligt, ikke evigt. En ide kan eksistere uden et fænomen, men et fænomen kan ikke eksistere uden en ide. Det immaterielle kommer før det materielle.
Den objektive idealisme var meget fremtrædende i den romantiske kulturstrømning i 1800-tallet. Hos den danske digter Schack von Staffeldt (1769 – 1826) findes forestillingen om en usynlig åndelig verden, som ligger bag den sansede, fysiske verden. Denne åndelige verden betragter Staffeldt som menneskets egentlige hjem. Den er det ”fødeland”, hvorfra mennesket er ”stødt ned” i den fremmede fysiske verden, der føles som et fængsel. I dybet af sin sjæl har mennesket et minde om det himmelske hjem og længes efter det. I hans digt fra 1802 Platonisme (bemærk titlen) hedder det:
”Da vor æt fra ånders trængsel [æt: slægt]
stødtes ned i sansers fængsel,
mindet af vort fødeland
fulgte med til trællens stand,
men det blev på gravens rand
snart til anelse og længsel.”
I øvrigt kan man som filosof være idealist inden for partikulære områder, for eksempel inden for matematikkens filosofi. Her kan man med Platon mene, at matematikken ikke er noget, der foregår i vores hjerner eller i den materielle verden, men noget faktisk eksisterende i en slags idehimmel.
Den modsatte filosofiske opfattelse af idealisme er materialisme, som siger, at der kun eksisterer materielle ting og fysiske processer. Tanker, bevidsthed, moral og religiøse ideer ses som produkter af noget materielt (sociale forhold og elektrokemiske processer i hjernen).

### Subjektiv idealisme
Subjektive idealisme er den opfattelse, at menneskets bevidsthed skaber virkeligheden. Virkeligheden er altså ikke noget, der befinder sig ”derude”, uafhængigt af det enkelte menneske (subjektet). Den materielle verden eksisterer kun i det enkelte menneskes bevidsthed.
Et klassisk eksempel på subjektiv idealisme findes hos den irske filosof George Berkeley (1685-1753). Han er kendt for udtrykket ”At være er at blive iagttaget” (på latin: ”Esse est percipi”). Det vil sige: Det enkelte menneske har ikke nogen anden tilgang til verden end gennem sin bevidstheds iagttagelse af den. Vi kan ikke vide noget om, hvordan verden er i sig selv, uafhængigt af vores bevidsthed. Vi ved for eksempel ikke, om stole, borde og sten er ydre genstande, der eksisterer når vores bevidsthed ikke iagttager dem. Vi ved kun, at de eksisterer i vores bevidsthed. Alt, hvad vi ved om verden, ved vi gennem vores bevidstheds iagttagelse af den.

## Idealisme i politisk forstand
Idealisme bruges i politik som en betegnelse for den opfattelse, at man bør handle ud fra idealer. En idealistisk politiker bøjer sig ikke for de faktiske forhold i verden, men forsøger at omforme forholdene efter idealerne. Vedkommende har den opfattelse, at man bør handle ud fra hvordan forholdene bør være, og ikke ud fra hvordan de faktisk er.
I international politik er idealisme en særlig retning, der er kendetegnet ved en tro på staternes muligheder for fredeligt samarbejde. En typisk antagelse er, at "bløde magtmidler", såsom politiske forhandlinger, dialog og økonomiske sanktioner, er overlegen i forhold til "hårde magtmidler", såsom militær magt. Idealismen er også kendetegnet ved en tro på, at hvis stater bindes tæt nok sammen igennem handel og politiske aftaler, vil det i sidste ende ikke kunne betale sig for dem at gå i krig. I den forbindelse peges der blandt andet på EU´s betydning for freden i Europa.
Grundlaget for idealisme som teori for international politik findes især hos franske oplysningstænkere, der talte om, at der skulle være en organisation, hvor stater kunne bilægge deres uoverensstemmelser og gå i dialog om dem. Også den amerikanske præsident Woodrow Wilson (1856-1924) har præget denne teori. Wilson var en af hovedkræfterne bag dannelsen af Folkeforbundet, som var FN’s forløber, efter 1. verdenskrig.
Ifølge idealisme som teori for international politik er de centrale værdier, som stater bør være drevet af, fremskridt, fornuft og demokrati. Troen på fremskridt kommer til udtryk ved at man antager, at stater er præget af fornuft, og at de derfor lærer af tidligere tiders konflikter og ikke gentager dem. Troen på demokrati hænger sammen med troen på, at demokratiske stater vil agere fredeligt, fordi de er bygget op på brugen af stemmesedlen og ikke brugen af militær magt.
Idealismens tro på fornuft og fremskridt bliver til en historieforståelse, som er lineær: Vi går imod stadig bedre levevilkår globalt. Her er idealismen i kontrast til realisme som teori for international politik. Her er historieforståelsen cyklisk: Tidligere tiders konflikter gentages i nye former og eventuelt med nye former for teknologi.